# Solidarita (Rusko)
Solidarita (rusky Солидарность, Solidarnosť) je ruské liberálně demokratické politické hnutí založené v prosinci 2008 po vzoru polské Solidarity na základě dohody představitelů demokratické opozice v Rusku. V čele organizace stál Garri Kasparov, Boris Němcov a další členové opozičních stran vystupujících proti Kremlu.

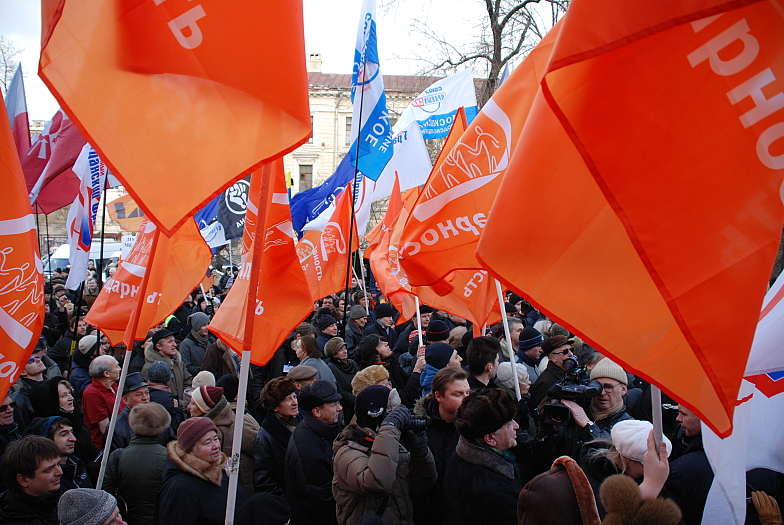
Shromáždění hnutí v únoru 2009

Ruská Solidarita zahrnuje zakladatele Svazu pravicových sil, Sjednocený občanský front, stranu Jabloko a mnoho dalších uskupení. V květnu roku 2015 uveřejnilo hnutí na svých webových stránkách elektronickou verzi knižně vydané publikace zavražděného opozičního politika Borise Němcova s názvem 'Putin. Válka' (rusky 'Путин. Война').